# Воины из глубины
Воины из глубины (англ. Warriors of the Deep) — первая серия двадцать первого сезона британского научно-фантастического телесериала «Доктор Кто», состоящая из четырёх эпизодов, которые были показаны в период с 5 по 13 января 1984 года.

## Сюжет
Человечество разделилось на два противоборствующих блока. Один из блоков создает секретную подводную базу, Морскую Базу 4, имеющую ядерные ракеты, нацеленные на своего противника. В качестве меры безопасности ракеты не могут быть активированы до тех пор, пока специально натренированный оператор не синхронизирует свой разум с компьютером и не авторизует запуск.
В штате базы находятся командир Воршак, офицеры Нильсон и Бьюлик, начальник охраны Престон и лейтенант Майклс, оператор. Но ещё до начала серии последнего находят мертвым при загадочных обстоятельствах, и на пост оператора ставят неопытного энсина Мэддокса. История начинается, когда Воршак и Бьюлик замечают что-то странное на радарах, но списывают это на глюк. На самом деле это силурианский крейсер под командованием Ихтара, единственного выжившего из Силурианской триады, и его помощники Тарпок и Скибус, следящие за Базой 4.
В ТАРДИС Доктор планирует показать Тиган и Турлоу будущее Земли, но на земной орбите их атакует Страж 6, охранная система, и Доктор перемещает их на Базу 4.
База проводит тестовый запуск ракет, но Мэддокс недостаточно опытен для этой работы, и когда он теряет сознание после теста, Воршак понимает, что база не будет выполнять свою функцию, пока Мэддокс находится на посту оператора. Нильсон и глава медслужбы доктор Солоу, агенты вражеского блока, планируют запрограммировать Мэддокса на уничтожение компьютера. Для этого они под предлогом помощи Мэддоксу просят Воршака отдать им его программный диск, что Воршак и делает, и энсина программируют с помощью психохирургической станции базы.
Присутствие Доктора на базе замечают, когда Турлоу вызывает лифт. Доктор перегружает реактор, чтобы отвлечь внимание, но попытка проваливается, и путешественников ловят, а Престон находит ТАРДИС.
Силурианцы возрождают морских дьяволов Первого Элитного Отряда и их командира Совикса. Силурианцы и морские дьяволы вместе начинают атаку на базу и Доктор, узнавая их корабль на мониторах, пытается отговорить Воршака от стрельбы, но тот игнорирует его, и в результате отражающий луч силурианцев нейтрализует оборону базы. Нападающие выпускают Мирку, гигантского подводного монстра, который атакует Шлюз 1, а морские дьяволы нападают на шлюз 5. Во время атаки Солоу и Нильсон заставляют Мэддокса повредить оборудование и убить подозревающую их энсина Карину.
Мирка пробивается внутрь базы, её задерживают Доктор и Тиган, пока Турлоу не открывает внешнюю дверь шлюза, чтобы спасти их. Чудовище пробивается в центр базы, убивая людей электричеством, в том числе и Солоу, пытавшуюся победить зверя в бою. Доктор в конечном счете уничтожает Мирку ультрафиолетовым генератором.
Силурианцы готовят устройство, названное манипулятором, и готовятся к прибытию на базу, а морские дьяволы начинают пробиваться на мостик, убивая всех на своем пути. Нильсона наконец раскрывают, и он пытается сбежать, взяв Тиган в заложники, но Доктор ослепляет его вспышкой, и предателя убивают морские дьяволы, а Доктора и Тиган отводят на мостик, уже находящийся под контролем силурианцев.
Доктор узнает Ихтара и спорит с ним по поводу резни на Базе 4. Тот раскрывает свой план: человечество само себя уничтожит в глобальной войне. Они чинят оборудование, сломанное Мэддоксом и подсоединяют манипулятор к системе.
Доктор сбегает с мостика и находит баки газа гексахромита, смертельного для рептилий. Престон заставляет Доктора использовать газ на рептилиях, тот отказывается, не желая начинать геноцид, но меняет мнение, когда Турлоу напоминает ему о запуске ракет. Не найдя ничего менее смертельного, он подсоединяет контейнеры с газом к вентиляции, но прежде, чем он успевает их выключить, его обнаруживает Совикс, который убивает Престон. В свою очередь Бьюлик брызгает на Совикса газом, и тот погибает. Бьюлик остается у систем, а Доктор и компаньоны отправляются на мостик останавливать силурианцев.
На мостике Доктор просит Бьюлика отключить подачу газа, а Тиган и Турлоу - дать силурианцам кислород. Доктор с помощью Воршака подключается к компьютеру, чтобы остановить ракеты. Это удается, но Воршака убивает вернувшийся в сознание Ихтар, которого после этого убивает Турлоу. На мостике мертвы все, кроме Доктора и спутников. В отчаянии Доктор говорит фразу: "Должен быть другой путь."

## Трансляции и отзывы
| Эпизод            | Дата показа    | Продолжительность | Телезрители (в миллионах) |
| ----------------- | -------------- | ----------------- | ------------------------- |
| «Часть 1»         | 5 января 1984  | 24:48             | 7,6                       |
| «Часть 2»         | 6 января 1984  | 24:04             | 7,5                       |
| «Часть 3»         | 12 января 1984 | 24:02             | 7,3                       |
| «Часть 4»         | 13 января 1984 | 24:48             | 6,6                       |
| [ 1 ] [ 2 ] [ 3 ] |                |                   |                           |

## Интересные факты
- Силурианцы и морские дьяволы называют друг друга прозвищами, данными им людьми.
- В этой серии Пятый Доктор в последний раз носит свой классический костюм. Сначала он меняет его на униформу охранника, а со следующей серии и до конца сезона носит вторую версию своего костюма.